# South Street Seaport

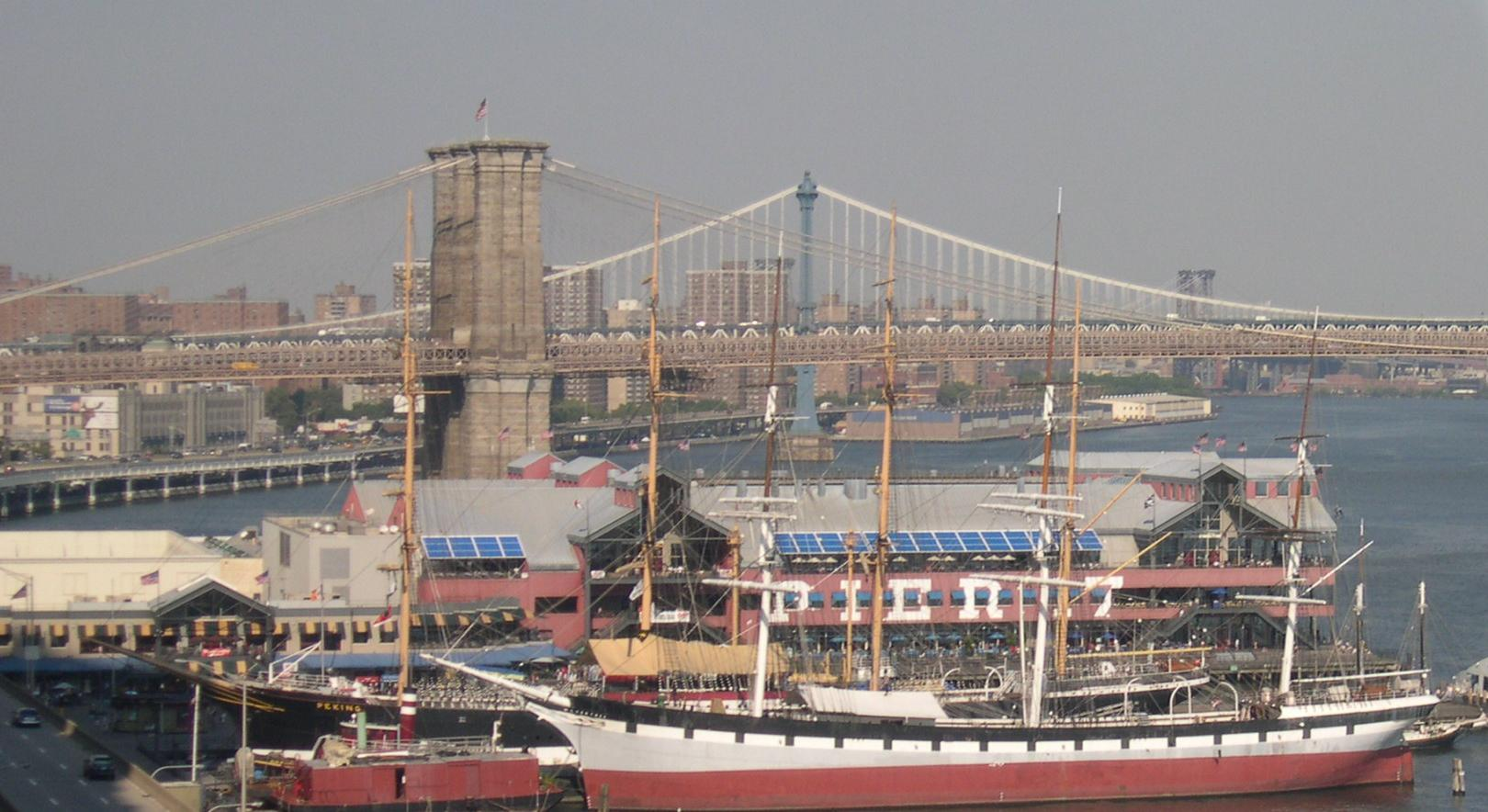
Vista de South Street Seaport en Nueva York con los puentes de Brooklyn, Manhattan, y Williamsburg.

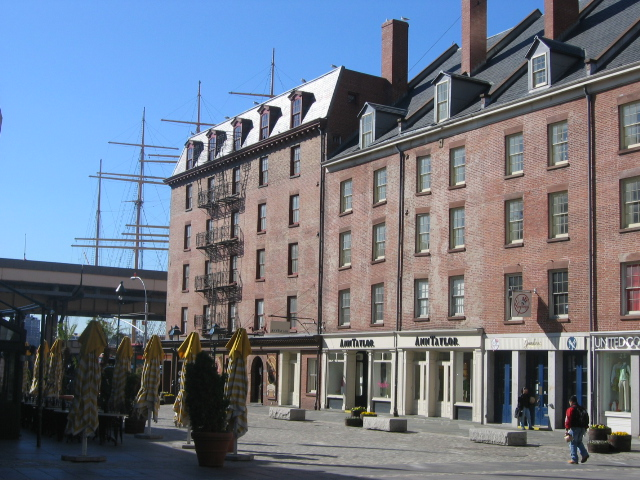
Fulton Street

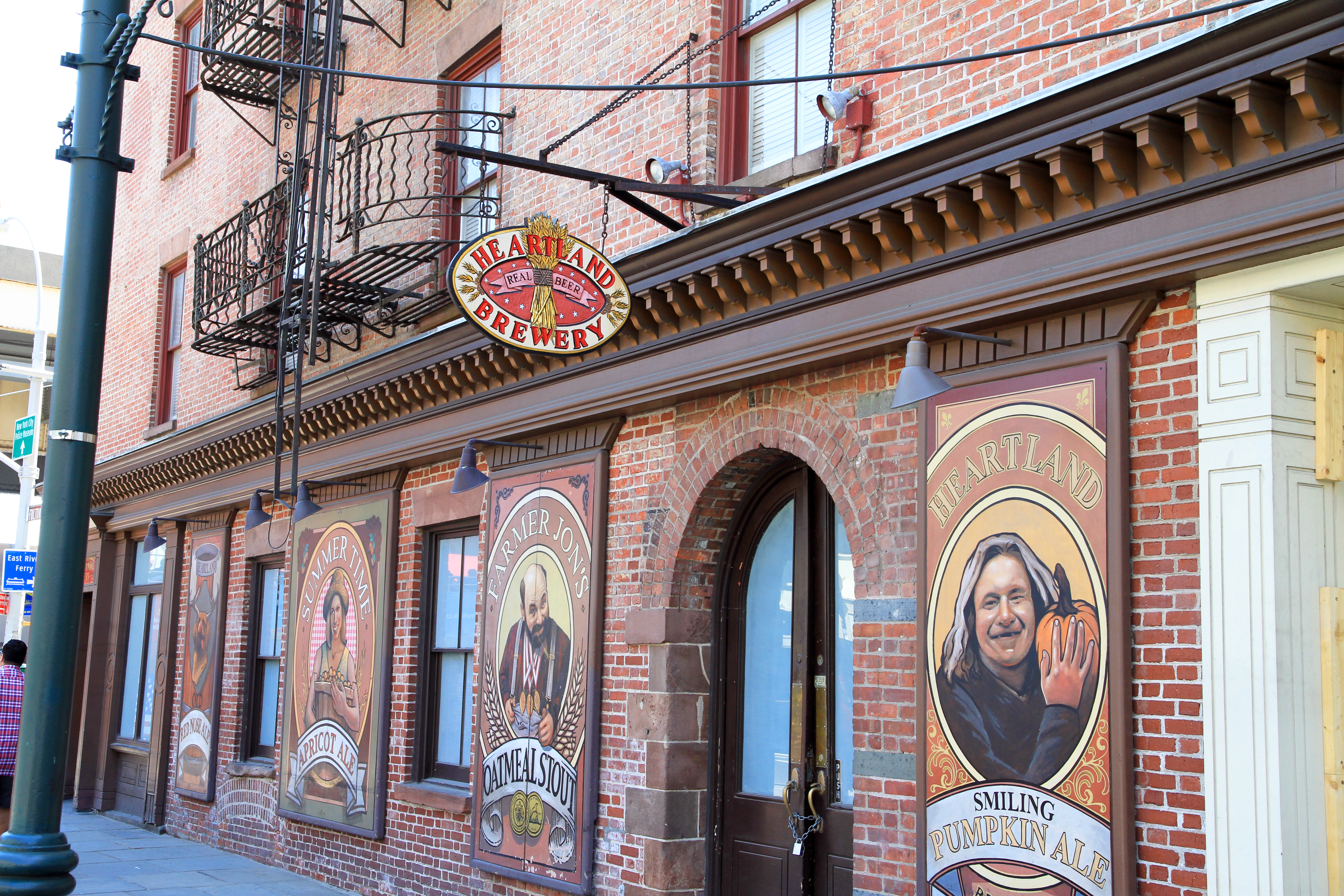
South Street Seaport

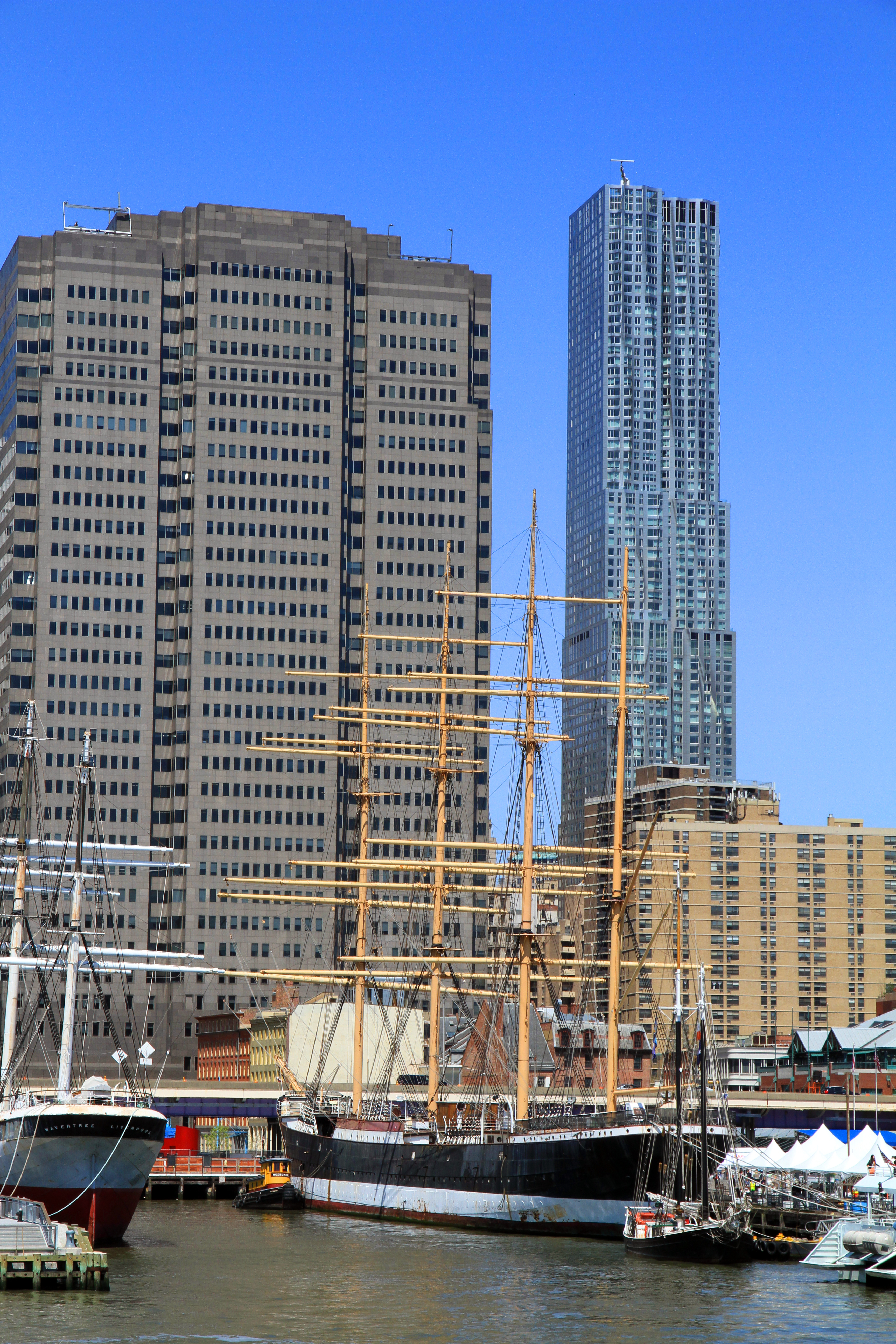
Muelles 15 y 16

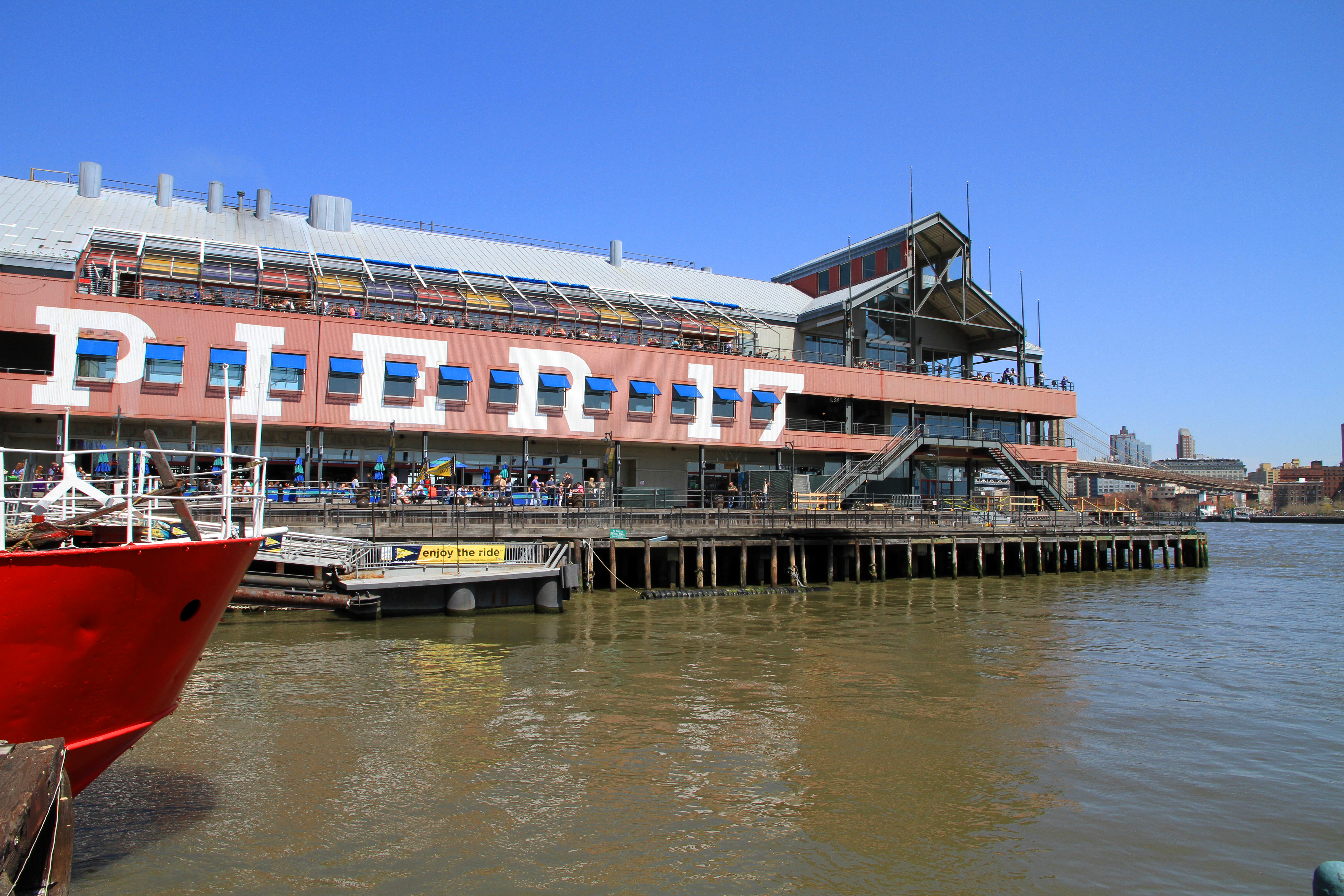
Pier 17

South Street Seaport (en inglés: puerto marítimo de South Street) es una zona histórica y turística en el distrito de Manhattan en Nueva York. Su centro es el punto donde la Calle Fulton llega al Río Este.
Situado en el sureste de Manhattan, y adyacente al  Financial District, se considera a menudo South Street Seaport como un barrio aparte. Una sección de la Calle Fulton ha conservado sus antiguos adoquines y en estas calles se encuentra alguna de la arquitectura más antigua en el downtown de Manhattan, además incluye la mayor concentración de edificios comerciales restaurados de inicios del siglo XIX en la ciudad. Entre ellos se encuentran edificios mercantiles originales, renovados barcos, el antiguo mercado de pescado (Fulton Fish Market), y galerías comerciales con tiendas, restaurantes y bares. Amarran grandes veleros a lo largo del puerto, en el muelle N° 17, destacando el Flying P-Liner  Peking, así como los barcos-museo. Desde el muelle se tiene una excelente vista sobre el Puente de Brooklyn y Brooklyn Heights.

## Historia

### Como puerto
El primer embarcadero en el área apareció en 1625, cuando la Compañía Neerlandesa de las Indias Occidentales fundó un puesto de avanzada ahí. Con el influjo de los primeros colonos, el área se desarrolló rápidamente. Una de las primeras y más ocupadas calles en el área es la actual Pearl Street, llamada de esa manera por una variedad de conchas de perla. Debido a su ubicación, Pearl Street rápidamente ganó popularidad entre los comerciantes. El río Este fue eventualmente estrechado. Para la segunda mitad del siglo XVII, el embarcadero se extendió hasta Water Street, y luego hasta Front Street, y para inicios del siglo XIX hasta South Street. El embarcadero tenía buena reputación y estaba protegido por los vientos del oeste y hielo del río Hudson.
En 1728, la familia Schermerhorn estableció comercio con la ciudad de Charleston, Carolina del Sur. Subsecuentemente, arroz y añil llegaron desde Charleston. En esos momentos, el puerto era también el punto focal de entrega de bienes desde England. En 1776, durante la Guerra de Independencia, los británicos ocuparon el peurto, afectando adversamente el comercio por ocho años. En 1783, muchos comerciantes regresaron a Inglaterra y la mayoría de empresas portuarias colapasaron. El puerto se recuperó rápidamente de la crisis de la posguerra. Desde 1797 hasta mediados del siglo XIX, Nueva York tuvo el sistema de comercio marítimo más grande del país. Desde 1815 hasta 1860 el puerto fue llamado "Puerto de Nueva York".
El 22 de febrero de 1784, el Empress of China navegó desde el peurto de Cantón y regresó a Filadelfia el 15 de mayo de 1785, trayendo como carga té verde y negro, porcelana, y otros bienes. Esta operación marcó el inicio de las relaciones comerciales entre los recién formados Estados Unidos y el This operation marked the beginning of trade relations between the newly formed United States and the Imperio Qing.
El 5 de enero de 1818, el paquebote trasatlántico de 424 toneladas James Monroe navegó desde Liverpool, abriendo la primera ruta regular transatlántica, la Black Ball Line. El embarque en esta ruta continuó hasta 1878. El tráfico transatlántico exitoso comercialmente llevó a la creación de muchas compañías que competían en ese mercado, incluyendo la Red Star Line creada en 1822. El transporte contribuyo significativamente al establecimiento de Nueva York como uno de los centros del comercio mundial. tinpacp

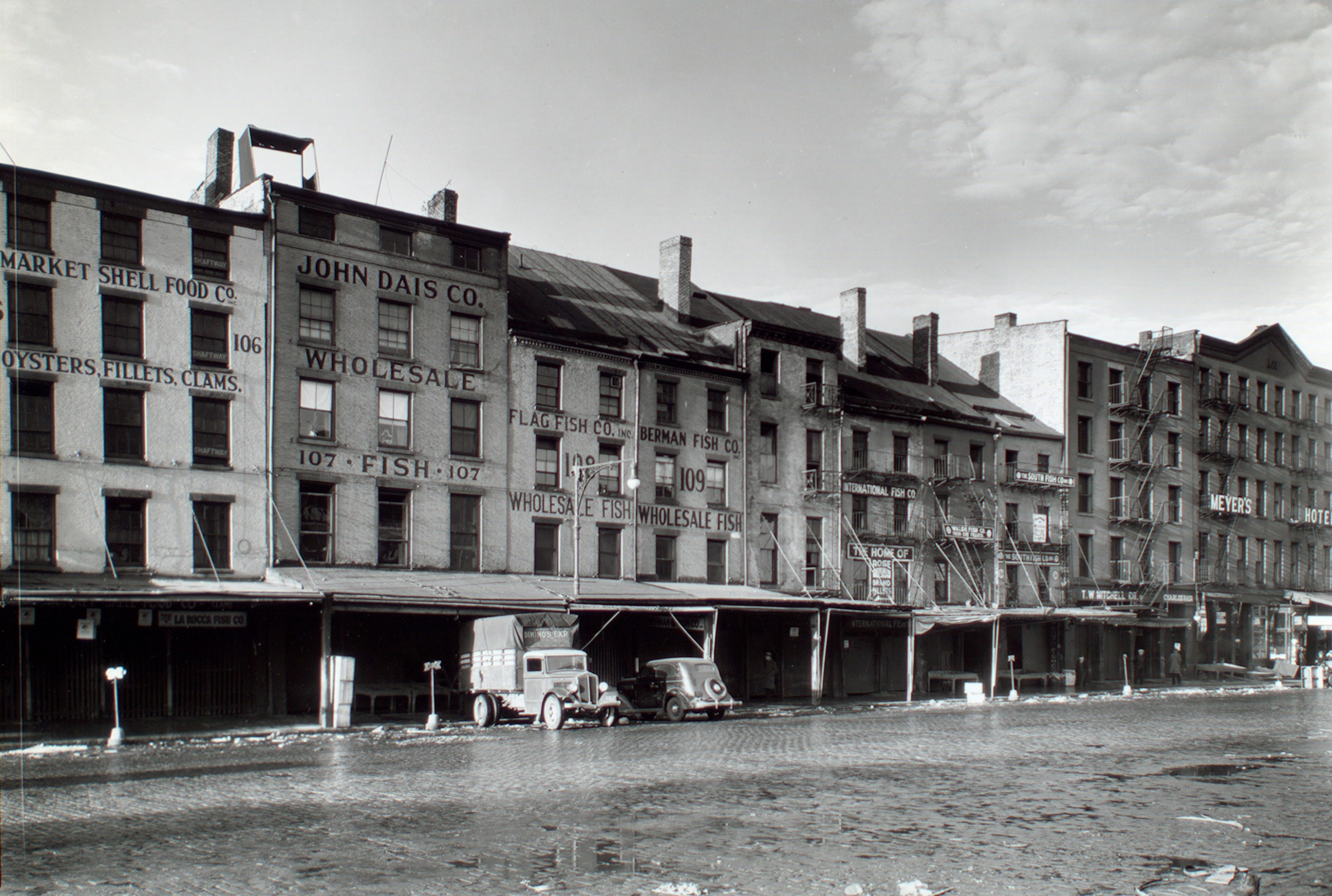
El mercado de pescado durante la Gran Depresión

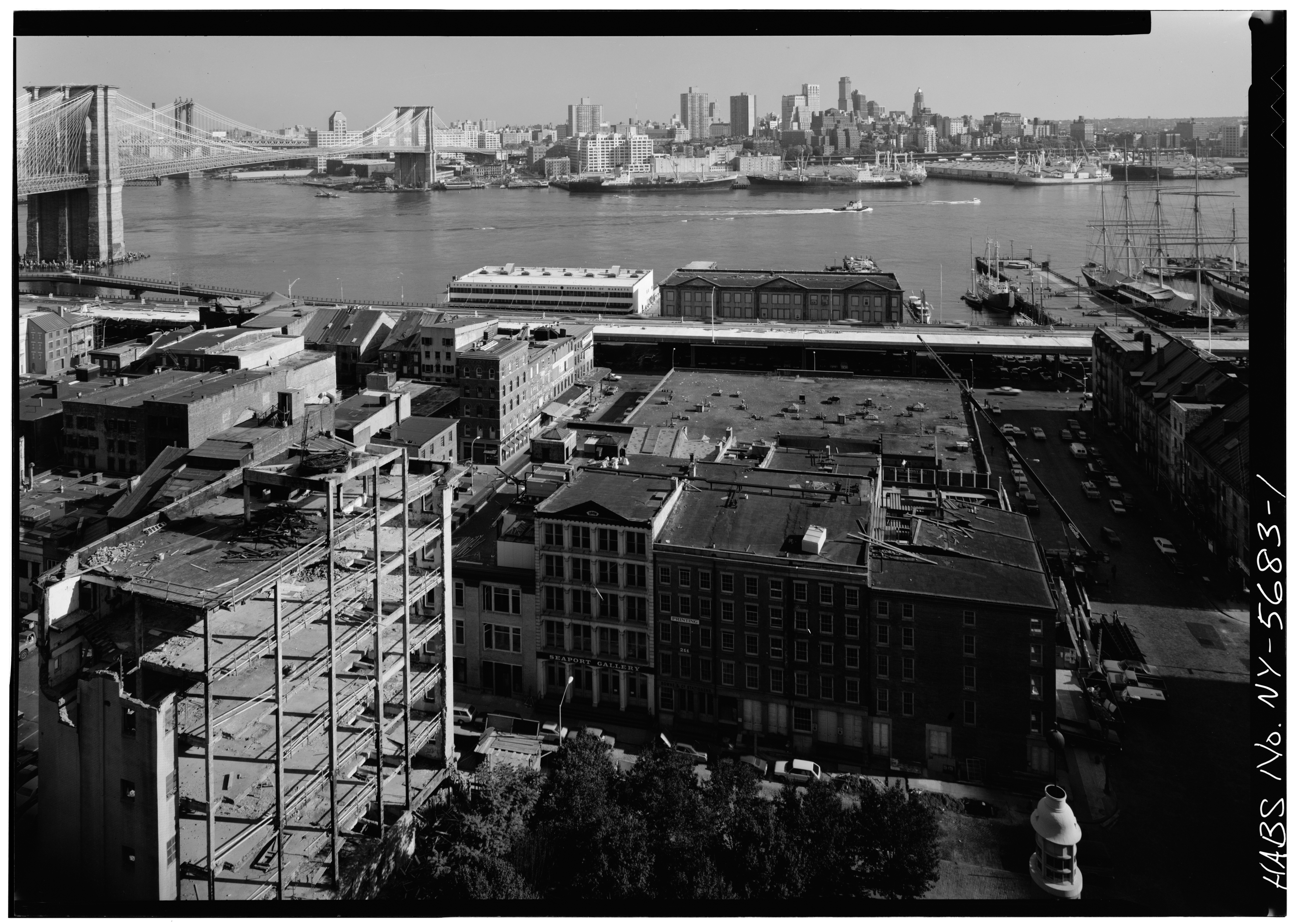
El puerto a finales de los 1970s

Una de las compañías más grandes en el área fue el Fulton Fish Market, abierto en 1822. El edificio de lata abrió dentro del mercado en 1907; es una de las dos estructuras remanentes del mercado y la única que ha sido oficialmente declarada como monumento. En el 2005, el mercado se mudó a Hunts Point en El Bronx.
En noviembre de 1825, el Canal de Erie, ubicado en la parte norte del estado, fue abierto. El canal, que conectó a Nueva York a los estados del oeste, facilitando el desarrollo económico de la ciudad. Sin embargo, por esta razón, a lo largo con el inicio de la temporada de embarque, hubo una necesidad de ampliar los muelles y profundizar el puerto.
La noche del 17 de diciembre de 1835, un gran incendio en Nueva York destruyó 17 manzanas, y muchos edificio sen el área se destruyeron. Sin embargo, para 1840, el puerto se recuperó y para 1850 alcanzó su punto más alto.

Viendo al este, se veía a la distancia en el largo río desde Coenties Slip hasta Catharine Street  [sic], innumerables mástiles de los muchos clíperes californianos y paquebotes de Londres y Liverpool, con sus largos baupreses extendiéndose sobre South Street, alcanzando casi al otro lado de la calle.

En su momento más alto, el puerto albergó muchas empresas comerciales, instituciones, proveedores de barcos, fábricas, pensiones, saloons y burdeles. Sin embargo, para los años 1880, el puerot empezó a estar agotado de recursos, el espacio para el desarrollo de estos negocios era menguante y el puerto se volvió demasiado poco profundo para buques más nuevos. Para los años 1930, la mayoría de los muelles no funcionaban y los barcos de carga atracaban principalmente en puertos del lado oeste de Manhattan y en Hoboken en Nueva Jersey Para fines de los años 1950, los antiguos muelles de la línea naviera Ward, incluyendo los embarcaderos 15, 16, y parte del 17, estaban mayormente vacantes. [cita requerida]

### Como museo

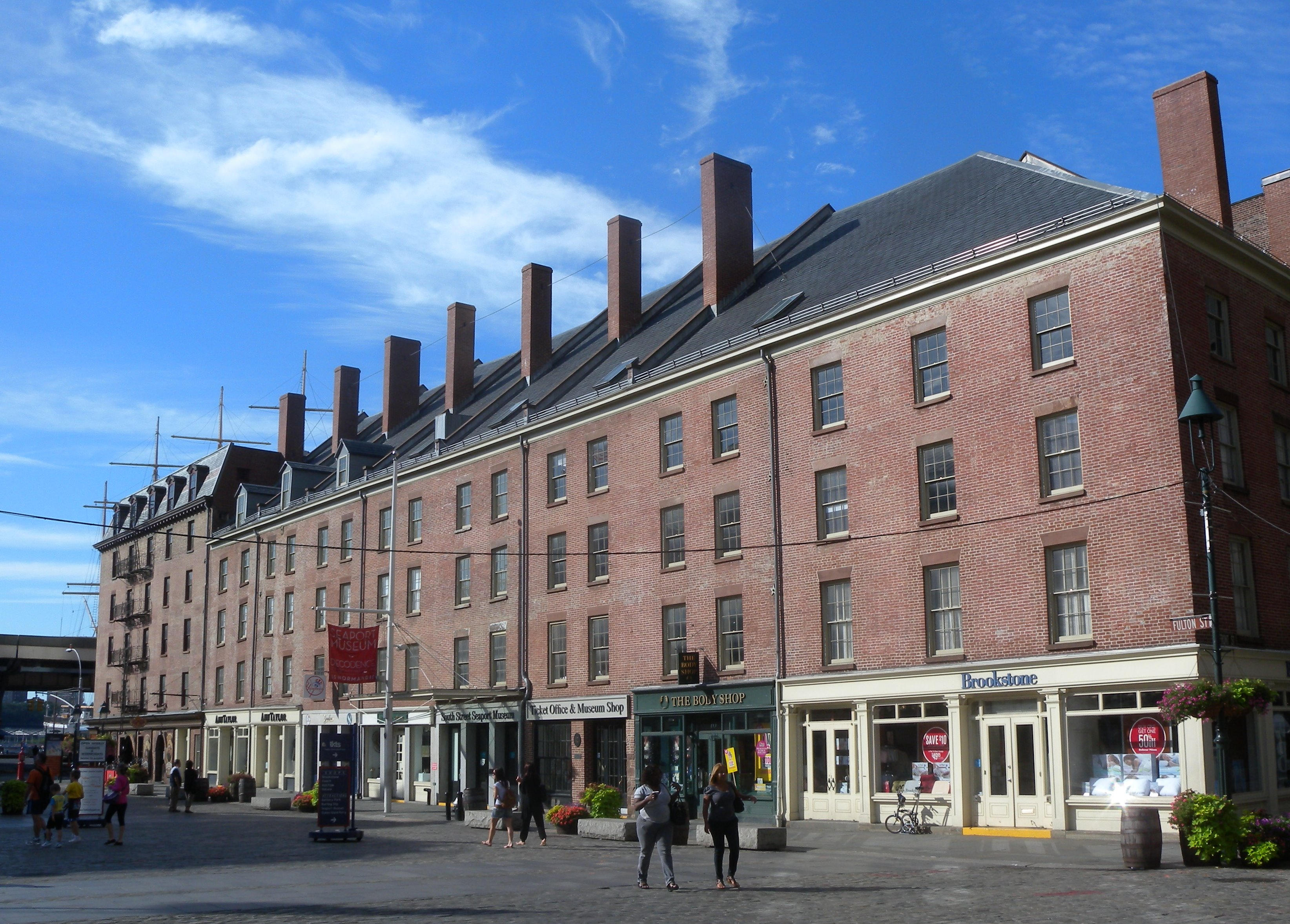
Parte de Schermerhorn Row, edificios mercantiles de inicios del siglo XIX

El South Street Seaport Museum fue fundado en 1967 por Peter y Norma Stanford. Cuando abrió originalmente como un museo, su objetivo era ser un sitio histórico-educacional, con tiendas que operaban como reproducciones de ambientes que funcionaban en sus mejores días.
En 1982, empezaron a construirse áreas de compras para convertir el museo en una atracción turística. El proyecto fue impulsado por el prominente constructor James Rouse y modelado en el concepto de un "mercado de festival", una estrategia de revitalización que funcionó en los años 1970s. Al otro lado de Fulton Street desde Schermerhorn Row, el principal edificio del mercado de pescado, que había sido convertida en una estructura tipo garaje, fue reconstruido como un shopping mall.  Las antiguas plataformas del Embarcadero 17 fueron demolidos y un nuevo pabellón de vidrio fue levantado en su reemplazo que abrió en agosto de 1984.
El intento original de construcción en el Puerto Marítimo fue la preservación de las manzanas de edificios conocidas como el Schermerhorn Row en el lado sueroeste de Fulton Street, que fueron amenazadas con destruirse por su mal estado de conservación o debido a futuras construcciones, en un momento en el que la historia de la industria astillera de Nueva York no era valorada con excepción de algunos antiquarios. Los primeros esfuerzos de preservación histórica se enfocaron en estos edificios y la adquisición de varios buques. Casi todos los edificios y el barrio entero del Puerto Marítimo buscan transportar al visitante de vuelta al Nueva York de mediados del siglo XIX para mostrar lo que era la vida del comercio marítimo. Atracados en el Puerto Marítimo hay algunos barcos incluyendo el Wavertree. Una sección de la cercana Fulton Street se ha preservado con adoquines y está rodeada de tiendas, bares y restaurantes. El Bridge Cafe, que clama ser "El establecimiento para beber más antiguo de Nueva York" es un edificio que antiguamente alojaba un burdel.
A finales de octubre del 2012, el Huracán Sandy dañó severamente el Puerto Marítimo. Las mareas se elevaron hasta 2.3 metros e inundaron gran parte del área causando extensos daños que forzaron poner término a los planes de fusionar el Museo del Puerto Marítimo con el Museo de la Ciudad de Nueva York.  Muchos de los negocios cerraron y los restantes sufrieron una severa caída del mercado luego de la tormenta.  El Museo del Puerto Marítimo de South Street reabrió sus puertas en diciembre del 2012.  La Howard Hughes Corporation anunció que derrumbaría la zona comercial más prominente del Puerto Marítimo, el embarcadero 17, como parte de un mayor plan de construcción del vecindario. El nuevo embarcadero contiene tiendas, restaurantes y un escenario en la terraza. Fue reabierto en julio del 2018. Subsecuentemente, el edificio de lata fue elevado y reubicado unos 10 metros al este en un proyecto que empezó en el 2018 y que se espera que concluya en el 2021.

## Partes conformantes

### Propiedad y administración del embarcadero 17
El Pier 17 (embarcadero 17) actualmente es propiedad y está administrado por la Howard Hughes Corporation. Antiguamente, estaba siendo administrado por General Growth Properties, que adquirió el embarcadero 17 de su propietario por largo tiempo, , The Rouse Company, en el 2004. Como parte de su reestructuración, General Growth se independizó de la Howard Hughes Corporation.

### Vecindario histórico del Puerto Marítimo de South Street

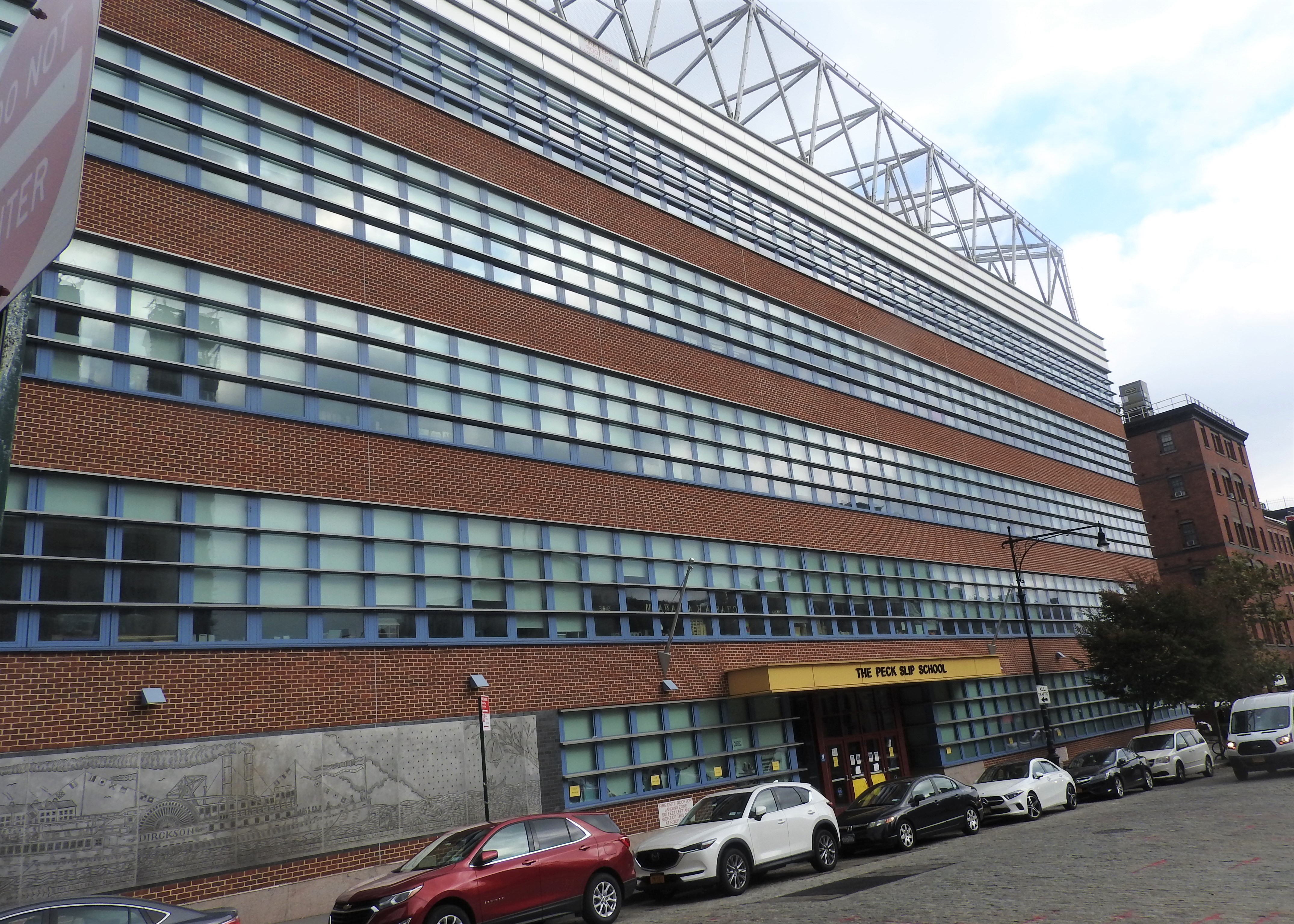
PS 343, the Peck Slip School

Peck Slip, que ocupa el área entre la actual calles Water y South, sirvió como un lugar de embarque para botes hasta 1810 y luego sirvió como un escondite temporal para George Washington y sus tropas en abril de 1776 cuando se retiraron de la Batalla de Long Island. Luego, en 1838, el primer buque a vapor en hacer un viaje transatlántico, el S.S.  Great Western, atracó en Peck’s Slip ante las hurras de una gran multitud. Hoy, la "isla" central de la calle sirve como un espacio abierto par ala comunidad con vistas del puente de Brooklyn. Usualmente mostrando instalaciones de arte público así como ferias y conciertos. Peck Slip también es sede de la escuela primaria del barrio, The Peck Slip School, P.S. 343. En el 2018, se revelaron planes para la reconstrucción del estacionamiento en el 250 de Water Street, al frente del colegio.

### Museo
Declarado por el Congreso en 1998 como uno de los distintos museos que, juntos, forman el "Museo Marítimo Nacional de los Estados Unidos", el Museo del Paseo Marítimo es un distrito histórico que abarca 12 manzanas en lo que fue el sitio del original puerto de Nueva York. El museo tiene más de 2,700 metros cuadrados de espacio de exhibición e infraestructura educativa. Alberga galerías, una imprenta del siglo XIX que aún funciona, un museo arqueológico, una biblioteca marítima, un centro de artesanía, un laboratorio de conservación de vida mariana y la mayor flota privada de barcos históricos en el país. 

### Centro comercial y atracción turística and tourist attraction

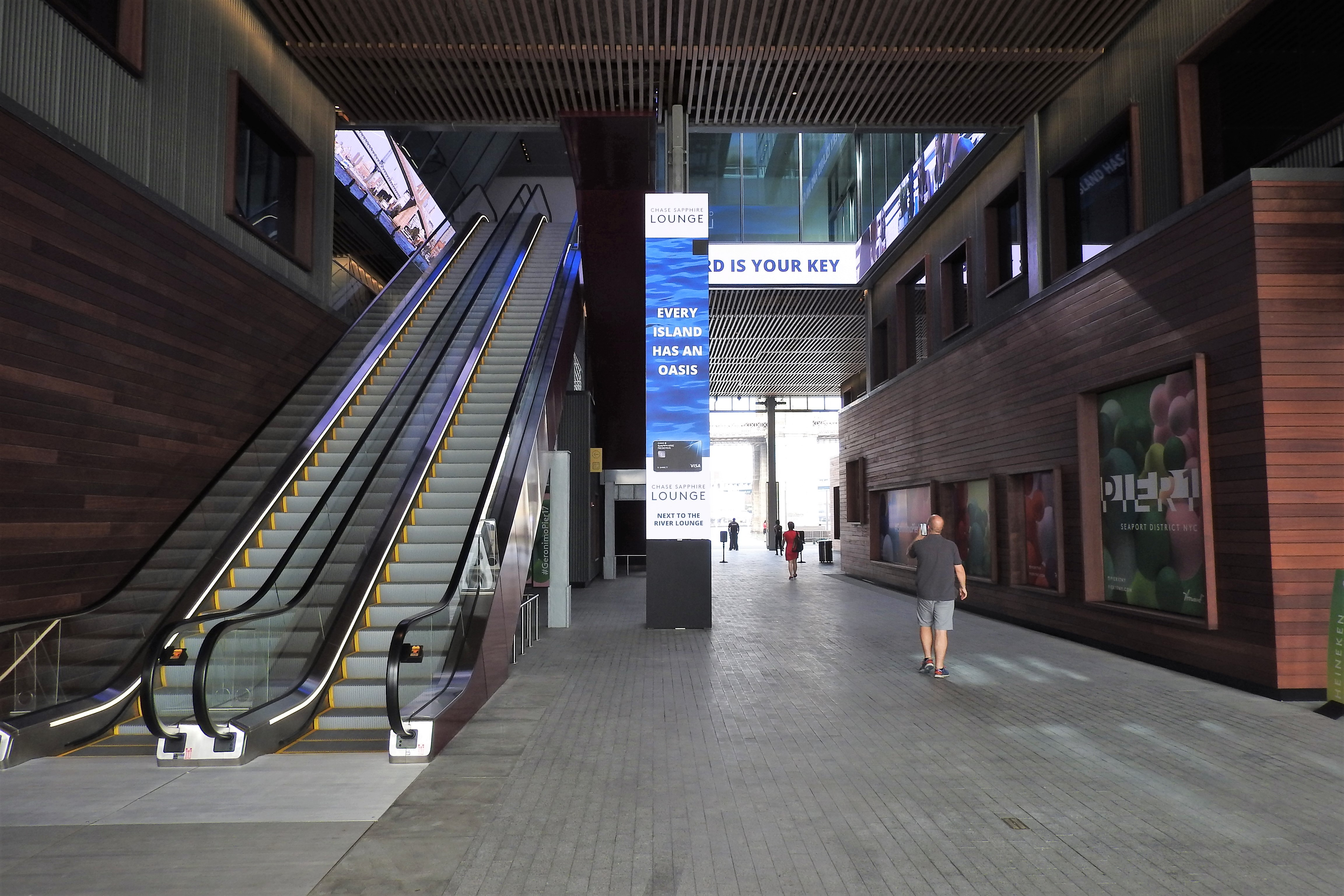
Centro Comercial del Embarcadero 17, septiembre del 2018

En el Puerto Marítimo, un centro comercial y centro turístico se construyó en el embarcadero 17 en el río Este. Fue reconstruido en los años 2010 y reabierto en junio del 2018.  Los muelles en el embarcadero 15 permiten tener vistas del río Este, el Puente de Brooklyn, y Brooklyn Heights. Se dice que el Paris Cafe, dentro del área histórica del Puerto Marítimo es uno de los más antiguos bares en Nueva York..
En la entrada al Puerto Marítimo se encuentra el faro memorial del Titanic.

### ESPN studios
La cadena deportiva ESPN abrió un estudio de radio y televisión en el embarcadero 17 en abril del 2018, con más de 1,500 metros cuadrados.

### Barcos en el puerto
El museo tiene cinco barcos atracados permanentemente o semipermanentemente, cuatro de los cuales tienen un status histórico oficial.
| Name                          | Year of launch | Type       | Description | Picture | Notes                                            |
| ----------------------------- | -------------- | ---------- | --- | ------- | ------------------------------------------------ |
| United States Lightship LV-87 | 1908           | Buque faro | LV-87 es uin buque faro de 41 metros de largo y 8.8 de ancho construido en Camden, Nueva Jersey, en 1907. Se le estacionó en la entrada al Canal Ambrose y se convirtió en el tercer buque faro en ese sitio desde 1854. En 1932, la nave fue reemplazada por el nuevo buque LV-111 y trasladado a la Estación Escocia. LV-87 fue retirado de servicio en 1966 y enviado al Puerto Marítimo en 1968. En 1989 ganó estatus de monumento histórico.                   |         | [ 42 ] [ 43 ] [ 44 ] [ 45 ] [ 46 ] [ 47 ] [ 48 ] |
| Lettie G. Howard              | 1893           | Goleta     | La goleta pesquera fue lanzada en Essex, Massachusetts. La nave tiene 125 pies (38,1 m) de largo y 21 pies (6,4 m) de ancho. La goleta fue utilizada para pesca en la costa de Yucatán. En 1989 adquirió la categoría de monumento histórico nacional. |         | [ 49 ] [ 50 ] [ 51 ] [ 52 ]                      |
| Pioneer                       | 1885           | Goleta     | La goleta fue lanzada en Marcus Hook en Pensilvania. Inicialmente fue preparada como una balandra pero en 1895 fue adecuada para servir como goleta. La nave tiene 102 pies (31,1 m) de largo. Su casco era originalmente de hierro forjado pero fue reconstruido en acero en los años 1960. Fue utilizado para transporte de varios bienes: arena, madera, piedra, ladrillos y conchas de ostras. Hoy se utiliza para tours educativos del Puerto de Nueva York.   |         | [ 53 ] [ 54 ]                                    |
| W. O. Decker                  | 1930           | Remolcador | El remolcador a vapor de 52 pies (15,8 m) fue construido en Long Island City, Queens y originalmente su. nombre fue Russell I. Luego, la máquina fue reemplazada por un motor diésel de 175 caballos (177,4 CV). En 1986 el bote fue transferido al museo del Puerto Marítimo de South Street. En 1996 fue ingresado al Registro Nacional de Lugares Históricos. |         | [ 55 ] [ 56 ] [ 57 ]                             |
| Wavertree                     | 1885           | Carguero   | La nave fue lanzada en Southampton. Tiene 325 pies (99,1 m) de largo incluyendo los palos y 263 pies (80,2 m) de largo en cubierta. Es la nave de hierro forjado más grande aún en funcionamiento. Inicialmente fue utilizada para transportar yute desde India oriental a Escocia y luego funcionó a destajo. En 1947 fue convertida en una gabarra y en 1968 fue adquirida por el muse. En 1978 la nave fue ingresada al Registro Nacional de Lugares Históricos. |         | [ 58 ] [ 59 ] [ 60 ]                             |

Legenda:

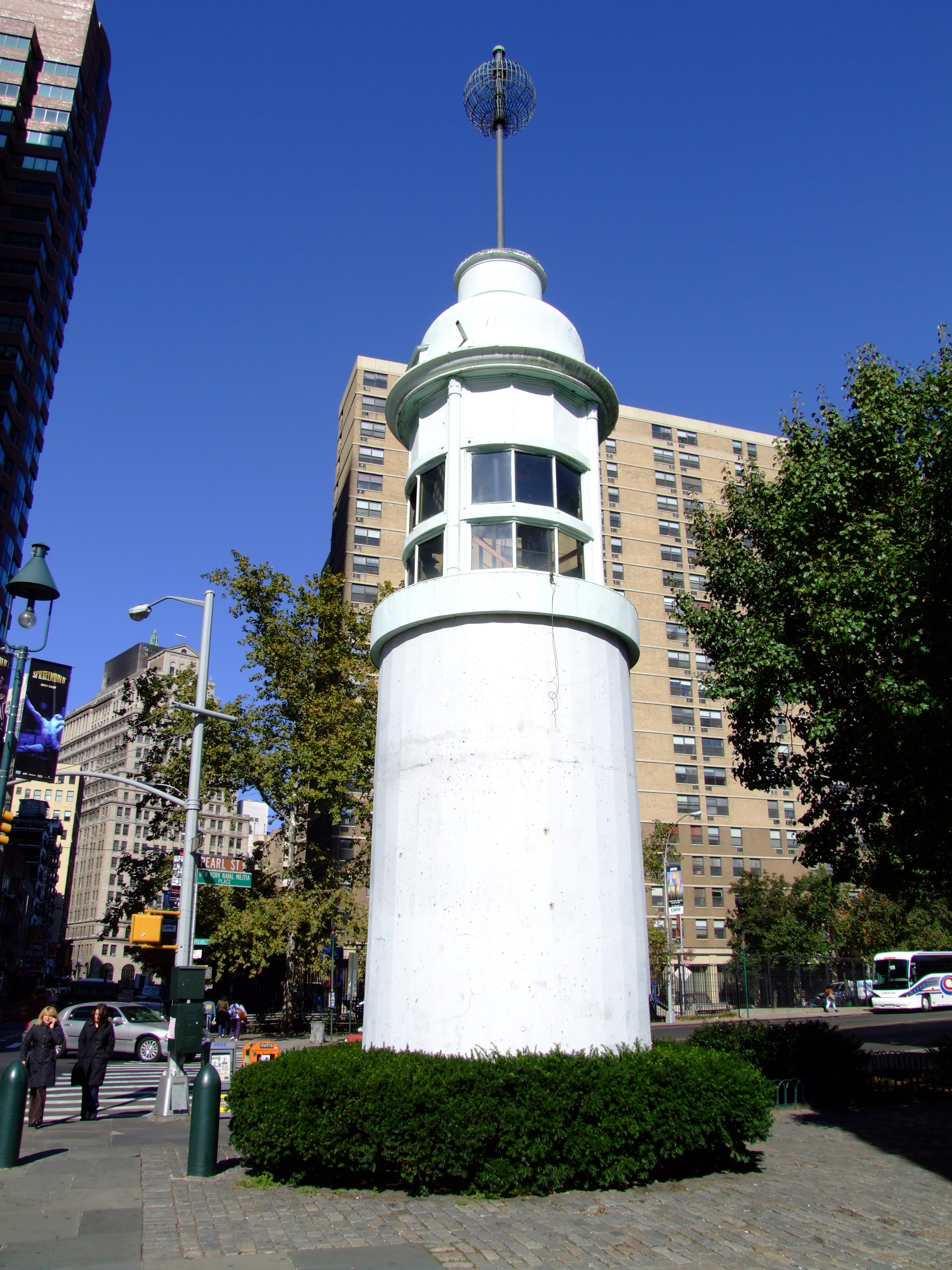
El memorial del Titanic

- – Declarado como Monumento Histórico Nacional e ingresado en el Registro Nacional de Lugares Históricos.
- – Ingresado en el Registro Nacional de Lugares Históricos

El Pioneer y el W. O. Decker operan sólo cuando hay clima favorable.

## Transporte
El Paseo Marítimo de South Street es comunicado con por los buses M15 y M15 SBS.
New York Water Taxi atiende directamente al Paseo Marítimo los viernes, fines de semana y feriados durante el verano. Otro servicio de taxi acuático, NYC Ferry, y SeaStreak llegan diariamente al cercano terminal de ferries en el embarcadero Pier 11/Wall Street.
El complejo de estaciones Calle Fulton/Fulton Center (trenes 2, 3, 4, 5, A, C, E, J, N, R, W, y Z) es la estación más cercana del Metro de Nueva York. Una nueva estación del metro, provisionalmente llamada  Seaport, se propuso como parte de la fase 4 de la Línea de la Segunda Avenida. A pesar de que esa estación estaría ubicada sólo a tres cuadras de la estación Calle Fulton, no hay planes para un intercambio entre ambas.